# Blechnum filiforme
Blechnum filiforme är en kambräkenväxtart som först beskrevs av Allan Cunningham, och fick sitt nu gällande namn av Constantin von Ettingshausen. Blechnum filiforme ingår i släktet Blechnum och familjen Blechnaceae. Inga underarter finns listade.